# Kerrea Gilbert
Kerrea Kuche Gilbert (*Hammersmith, Inglaterra, 28 de febrero de 1987), futbolista retirado inglés. Jugó de defensa y su primer equipo fue Arsenal su último club fue el Shamrock Rovers F. C. de la SSE Airtricity League.

## Clubes
| Club                | País       | Año       |
| ------------------- | ---------- | --------- |
| Arsenal FC          | Inglaterra | 2005-2006 |
| Cardiff City        | Gales      | 2006-2007 |
| Southend United     | Inglaterra | 2007      |
| Arsenal FC          | Inglaterra | 2008      |
| Leicester City      | Inglaterra | 2008-2009 |
| Arsenal FC          | Inglaterra | 2009      |
| Peterborough United | Inglaterra | 2010      |
| Arsenal FC          | Inglaterra | 2010-2011 |
| Yeovil Town         | Inglaterra | 2011      |
| Shamrock Rovers FC  | Irlanda    | 2012      |

## Palmarés

### Campeonatos nacionales
| Título              | Club           | País       | Año  |
| ------------------- | -------------- | ---------- | ---- |
| Football League One | Leicester City | Inglaterra | 2009 |